# 심리측정학

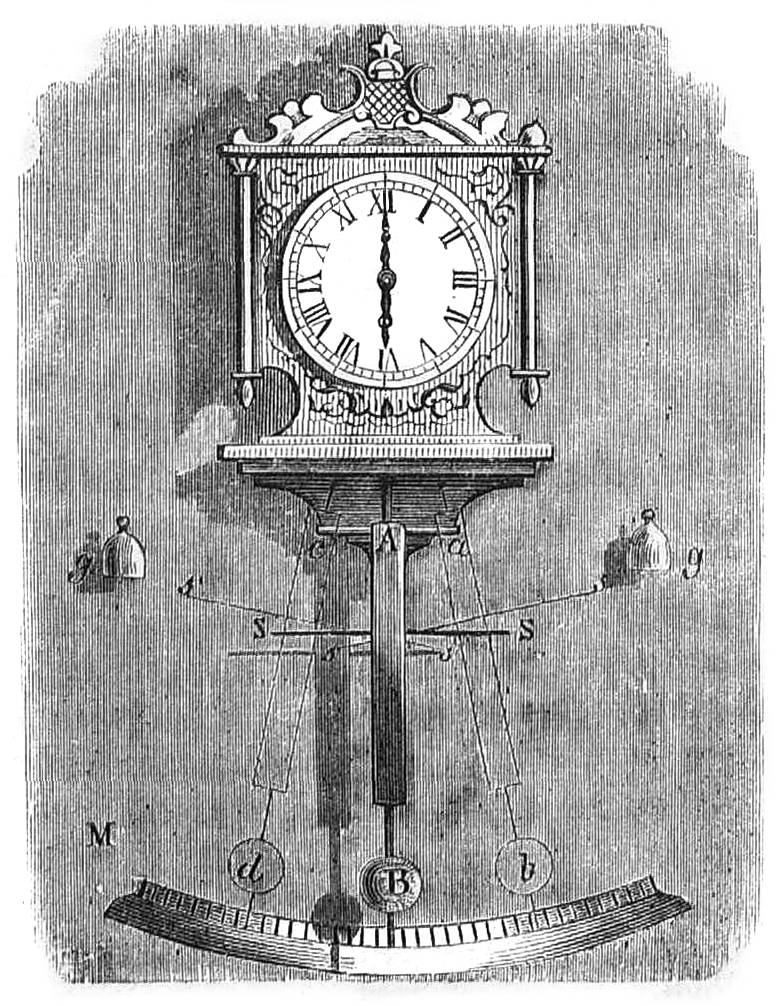

심리측정학(心理測定學) 또는 '심리측정'은 심리적 특성을 관찰가능한 측정수량으로 나타내는 것을 연구하는 학문이다.

## EBD
증거 기반 설계(EBD,Evidence-Based Design) 및 증거기반평가(EBA)는 증거와 검증을 통한 대상의 특성을 관찰가능한 측정수량으로 나타내는 것을 연구하는 강력한 토대가 된다.
특히 증거기반평가(EBA,Evidence-Based Assessment)는 특정 평가 목적으로 사용될 프레임의 선택을 설명하고 평가 프로세스에 사용된 방법과 측정 방법을 증거로 기반하기 위해 연구 및 이론을 사용할 때 이를 체계적으로 밝히는것을 말한다. 심리학적으로 강력한 측정의 데이터를 사용하더라도 평가 프로세스는 본질적으로 임상의가 불완전하고 일관된 데이터를 통합하여 가설을 반복적으로 공식화하고 테스트해야하는 의사 결정 작업이라는 인식을 포함한다.  EBA는 임상의가 임상 결정을 인지적으로 편파화하는 데 도움이 되는 것으로 밝혀졌다. 증거 기반 평가는 증거 기반 설계를 전제로하는 그 일부이다. 또한 증거기반설계는 오차가능성을 고려하기 위해 설계시부터 결론에서 제시 및  사용되는 연구와 이론도 밝히지만 한편 툴민 논증모형에서처럼 반론의 연구와 이론도 제한조건으로 설정할 필요성을 감안할 수 있다.
EBA는 의학 분야에서 처음 소개되었으며  다른 분야, 특히 임상 심리학에도 소개되었다. EBA 접근법은 임상 의사 결정에 경험적으로 주도되는 방법으로 널리 인정되고 있으며 코크란(Cochrane) 리뷰는 EBA 방법의 효율성을 보고한바있다.

## 심리측정
심리측정은 개인의 심리적 특성을 측정하여 평가하는 검사를 위한 일련의 과정을 포함하는 연구측면이 주된 분야이다. 그 연구결과로는 지능 검사, 성격 검사 따위가 있다.
따라서 심리측정학은 심리학적인 변화를 수학적, 통계적, 과학적으로 접근하여 측정하는 학문이다.
한편 심리측정은 감각ㆍ능력ㆍ성격ㆍ기호(嗜好) 따위와 같이 직접 관측할 수 없는 심리학적 구성 개념을 측정하고 연구하는 심리학 분야이다.

## 같이 보기
- IQ테스트
- 감성지수
- PCL-R
- 심리검사
- 심리통계학